# Готфелл
Готфелл, или Гот-Фелл(англ. Goatfell) — гора в Шотландии в округе Норт-Эршир. Самая высокая точка острова Арран — 874 метра. Вместе с расположенным неподалёку замком Бродик находятся под опекой Национального фонда Шотландии (англ. National Trust for Scotland).
Восхождение на гору включено в несколько популярных туристических маршрутов по острову. На вершине расположена смотровая площадка.